# Alicante
Alacante (Alicante trong tiếng Tây Ban Nha, tiếng Valencia: Alacant) là một thành phố ở Tây Ban Nha, thủ phủ của tỉnh Alicante và của comarca Alacantí, ở phía nam cộng đồng Valencia. Đây cũng là một cảng Địa Trung Hải lịch sử. Dân số nội thị thành phố Alicante khoảng 334.757 người (2009), là thành phố lớn thứ nhì ở cộng đồng Valencia. Nếu tính cả các đô thị xung quanh, khu vực thành thị Alicante có dân số 458.843 người, còn nếu tính dân số vùng đô thị (gồm cả Elche và các đô thị vệ tinh) thì dân số là 795.034 người (năm 2009), là vùng đô thị lớn thứ 8 ở Tây Ban Nha.

Alicante sinh sống phần lớn là nhờ vào khách du lịch và sản xuất rượu nho. Ngoài rượu nho thành phố này còn xuất cảng dầu ô liu và trái cây. Ngoài ra còn có các công nghệ nhẹ như chế biến thức ăn, kỹ nghệ thuộc da, vải vóc và gạch đá.

## Ngôn ngữ
Vào đầu thế kỷ 20, đa số người dân Alicante nói tiếng Catala (Valenciano). Ngay cả trước thời Nội chiến Tây Ban Nha nhiều người nói tiếng Tây Ban Nha đã kéo về đây ở. Dưới thời đại độc tài của Franco tiếng Catala bị cấm. Ngay cả tên của thành phố bằng tiếng Catala, Alacant, cũng không được phép dùng. 
Ngày nay cả hai thứ tiếng là tiếng chính thức. Ngay cả cái tên Alacant, bên cạnh tiếng Tây Ban Nha Alicante, cũng vậy.
| Tiếng Catala ở Alicante | 1986    | 1991    | 2001    |
| ----------------------- | ------- | ------- | ------- |
| Hiểu                    | 56,19 % | 71,57 % | 79,31 % |
| Nói                     | 21,54 % | 24,90 % | 27,26 % |
| Đọc                     | 11,94 % | 23,80 % | 31,90 % |
| Viết                    | 3,39 %  | 7,95 %  | 14,84 % |

## Bộ sưu tập

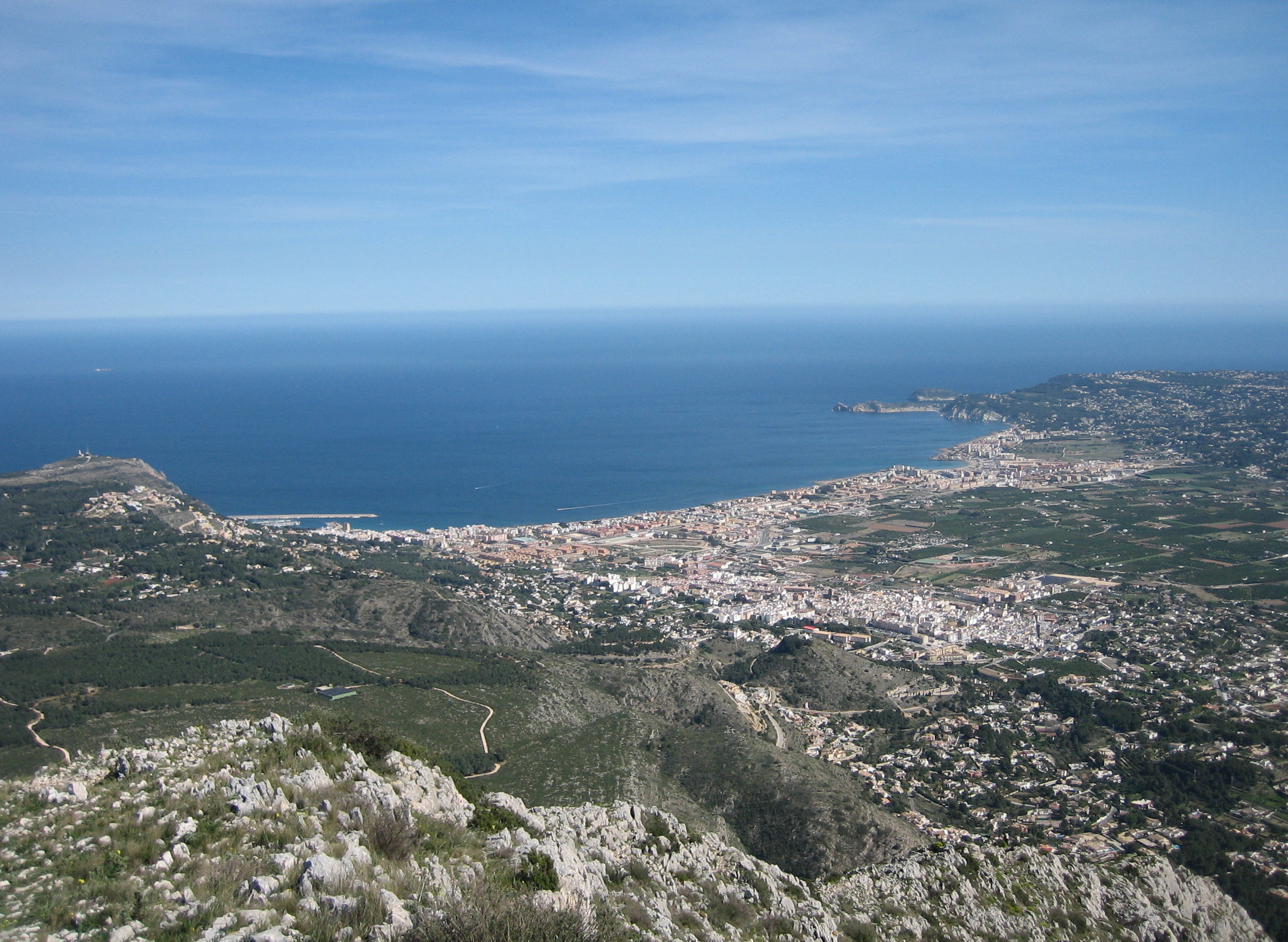
Thành phố
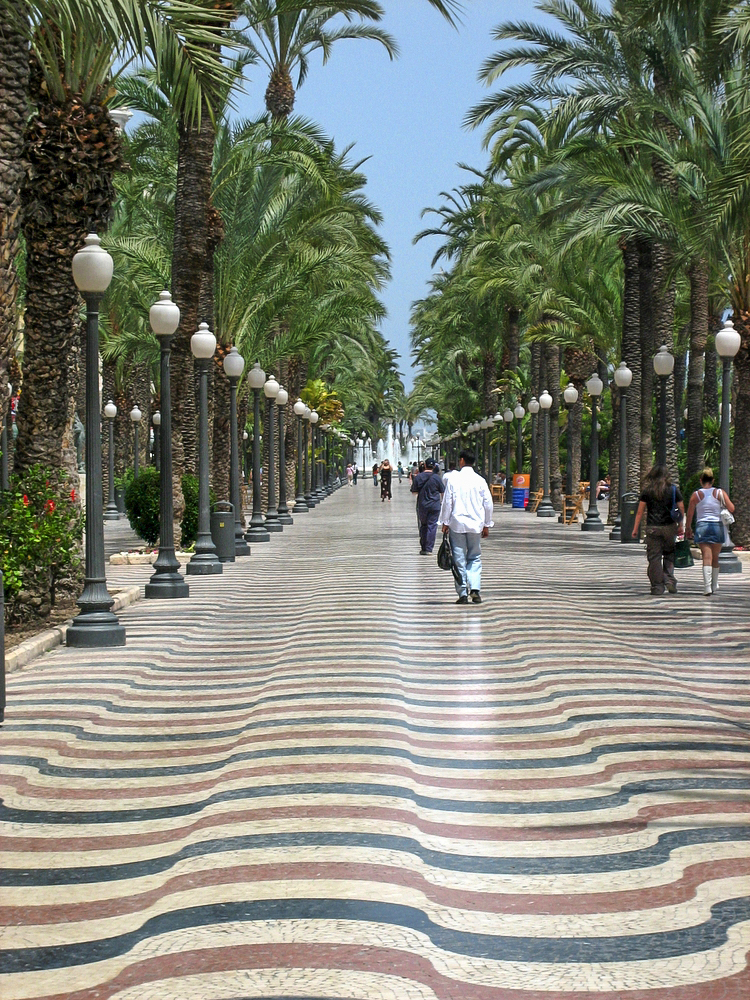
Explanada de España
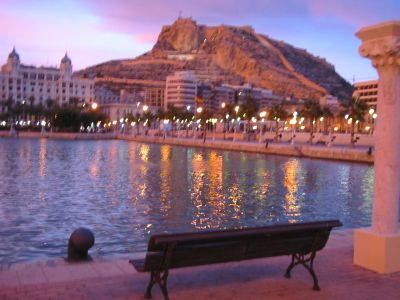
Đường đi dạo dọc theo bờ biển
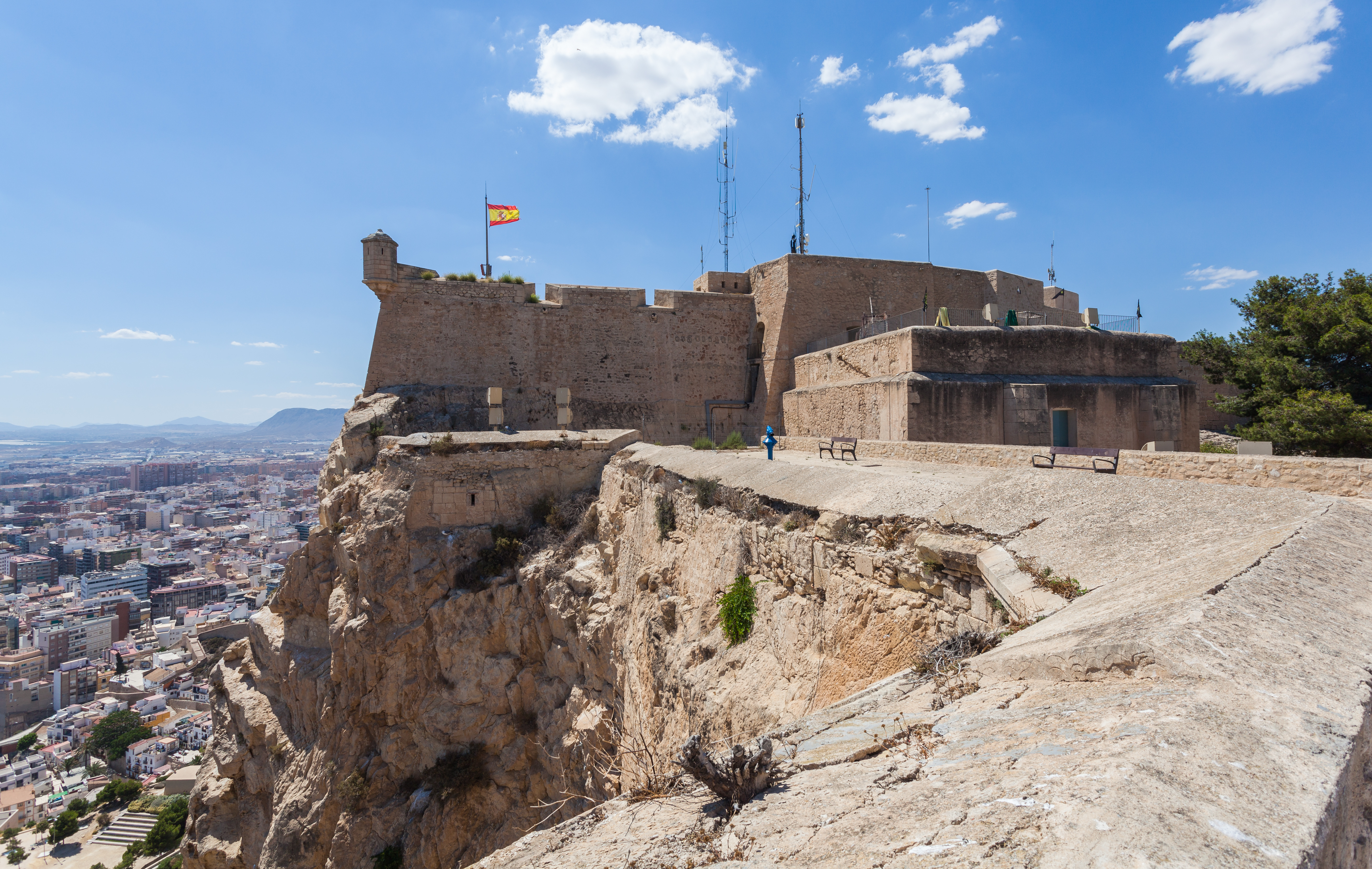
lâu đài Santa Bárbara
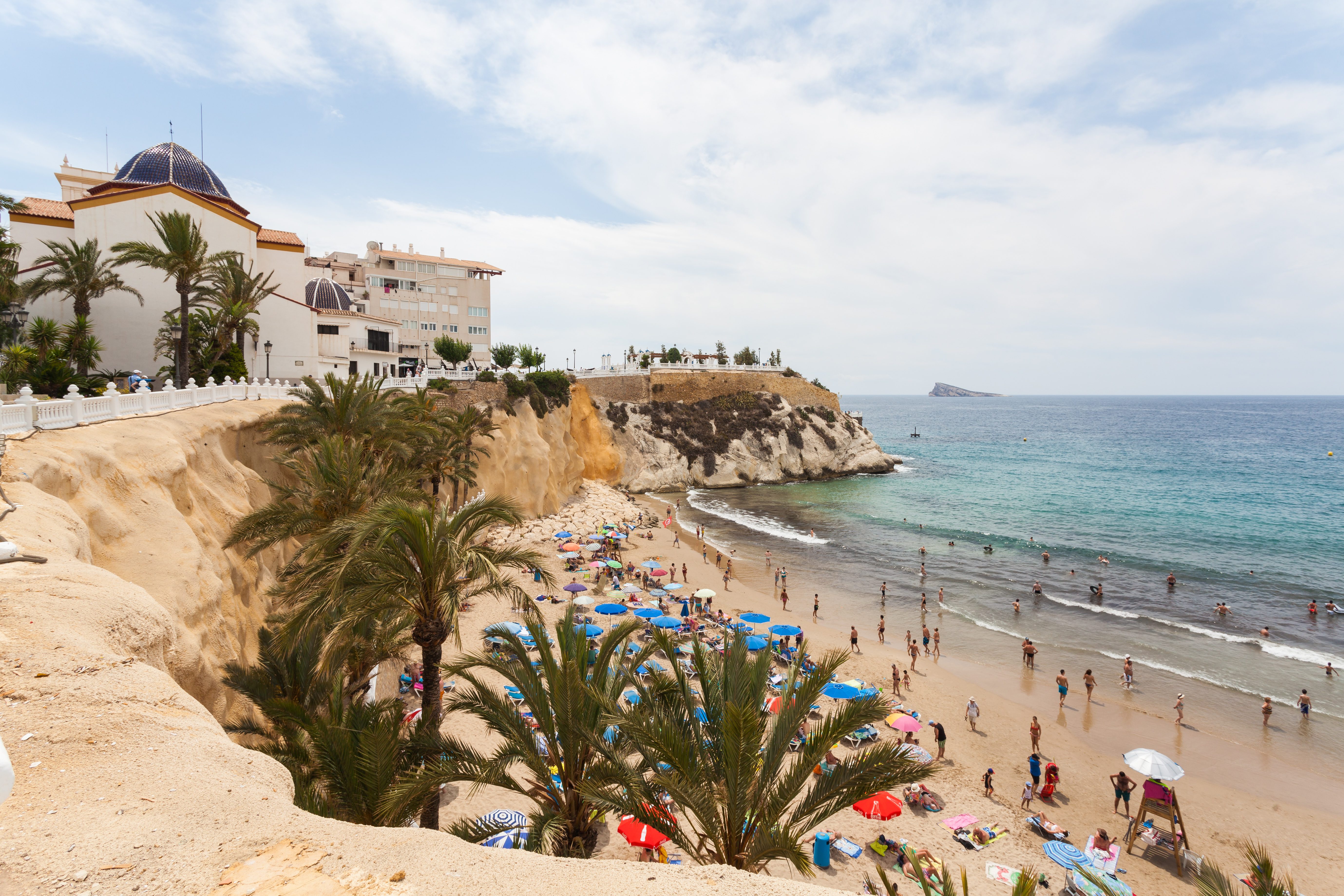
Bờ biển Costa Blanca
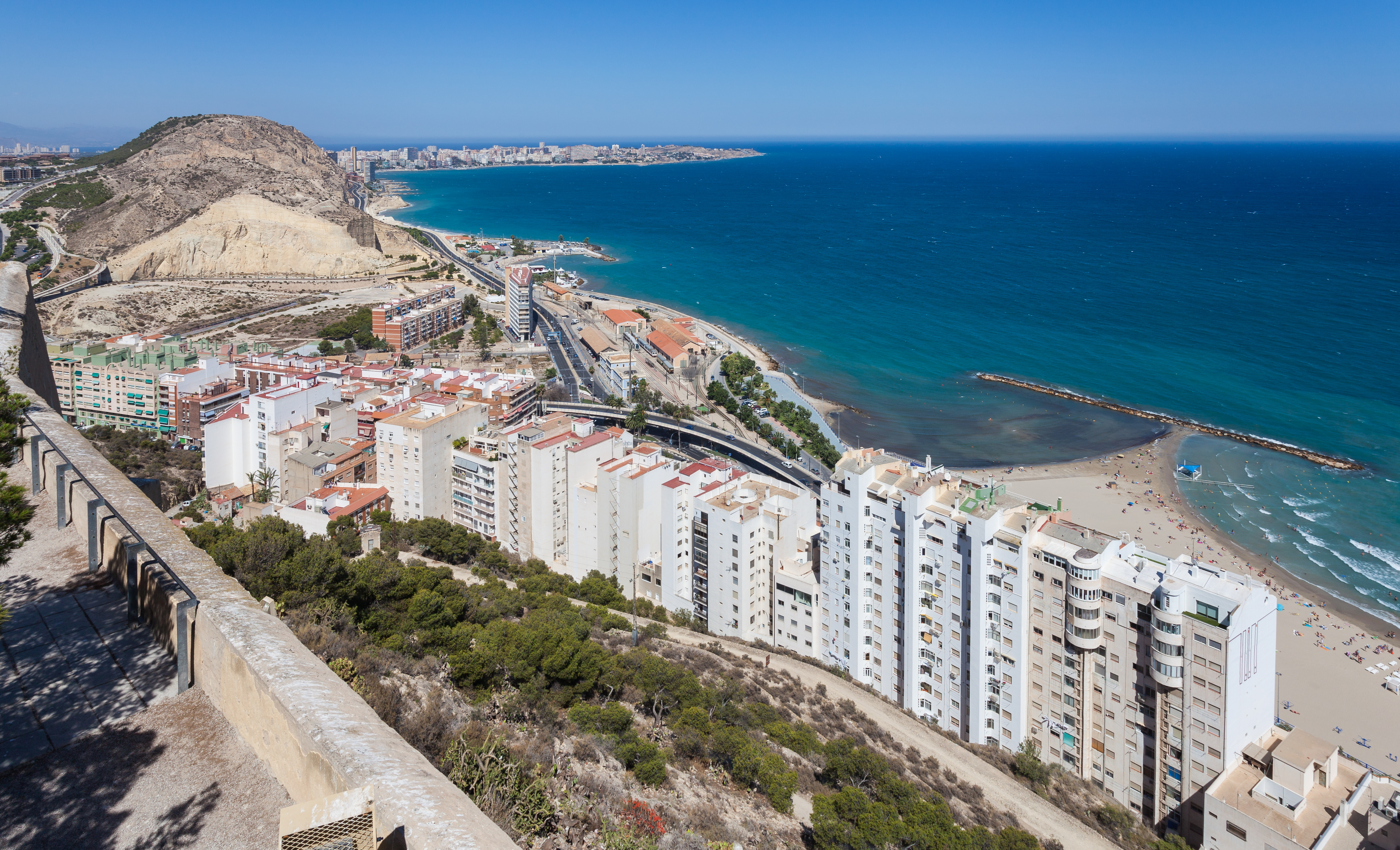
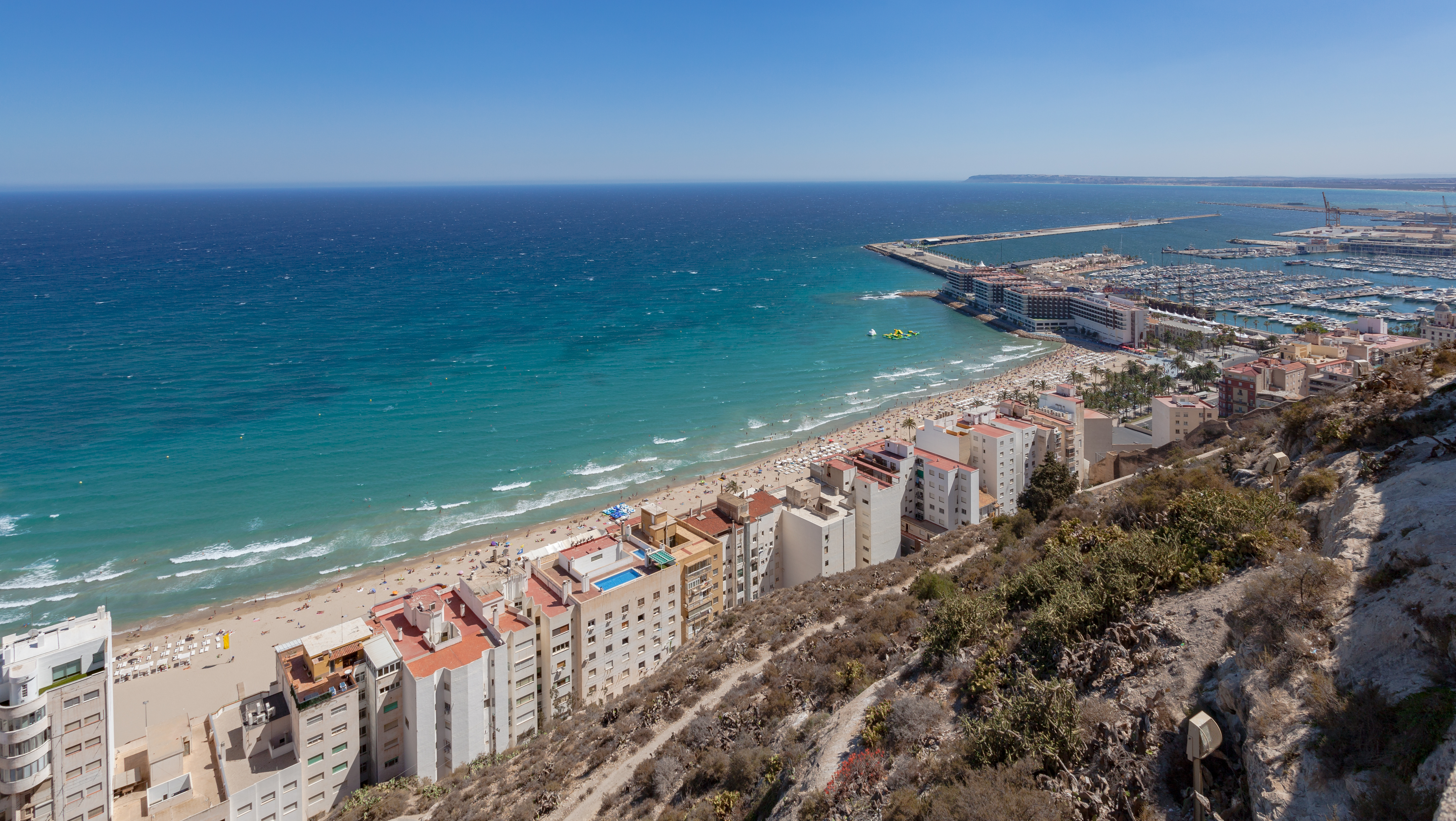
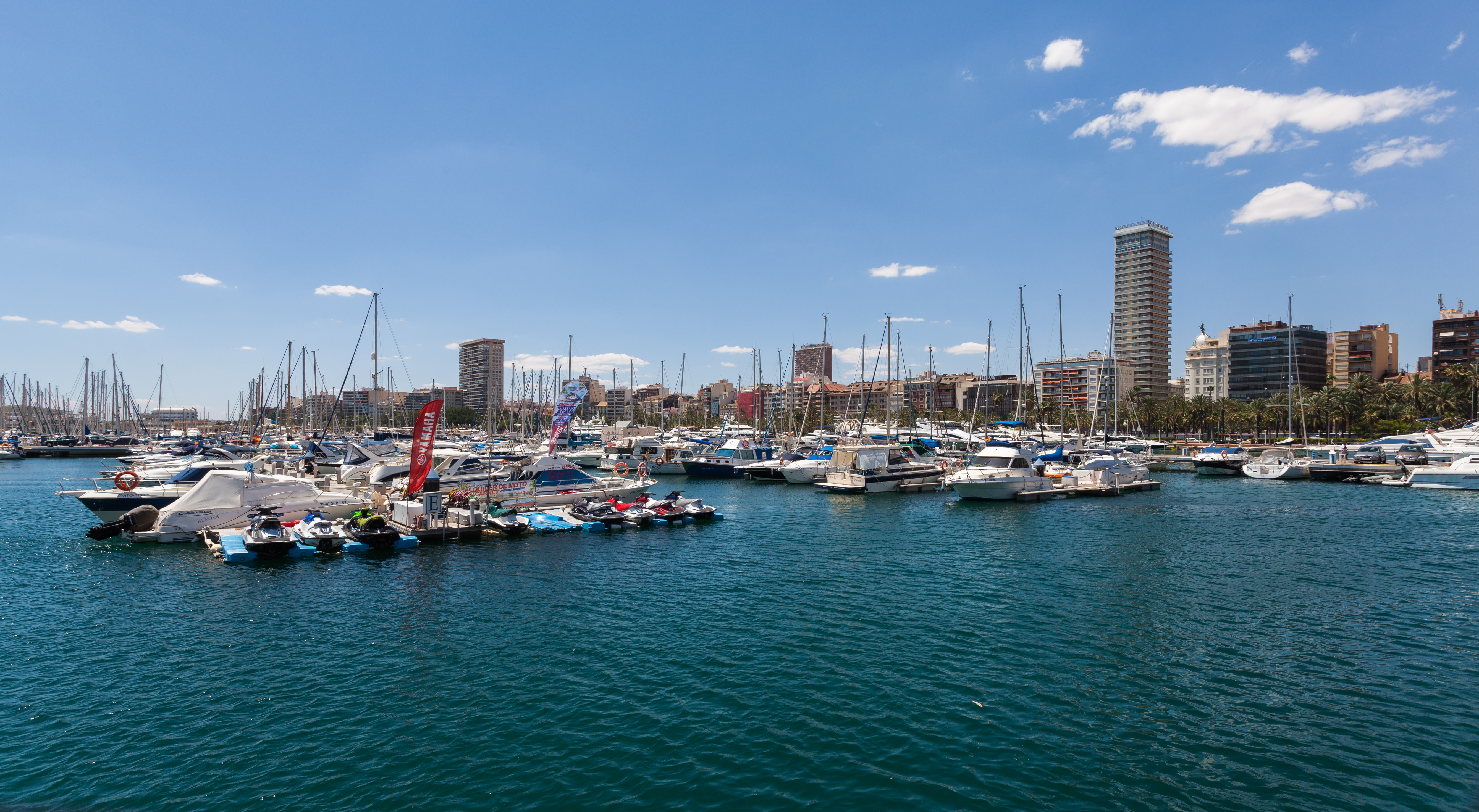
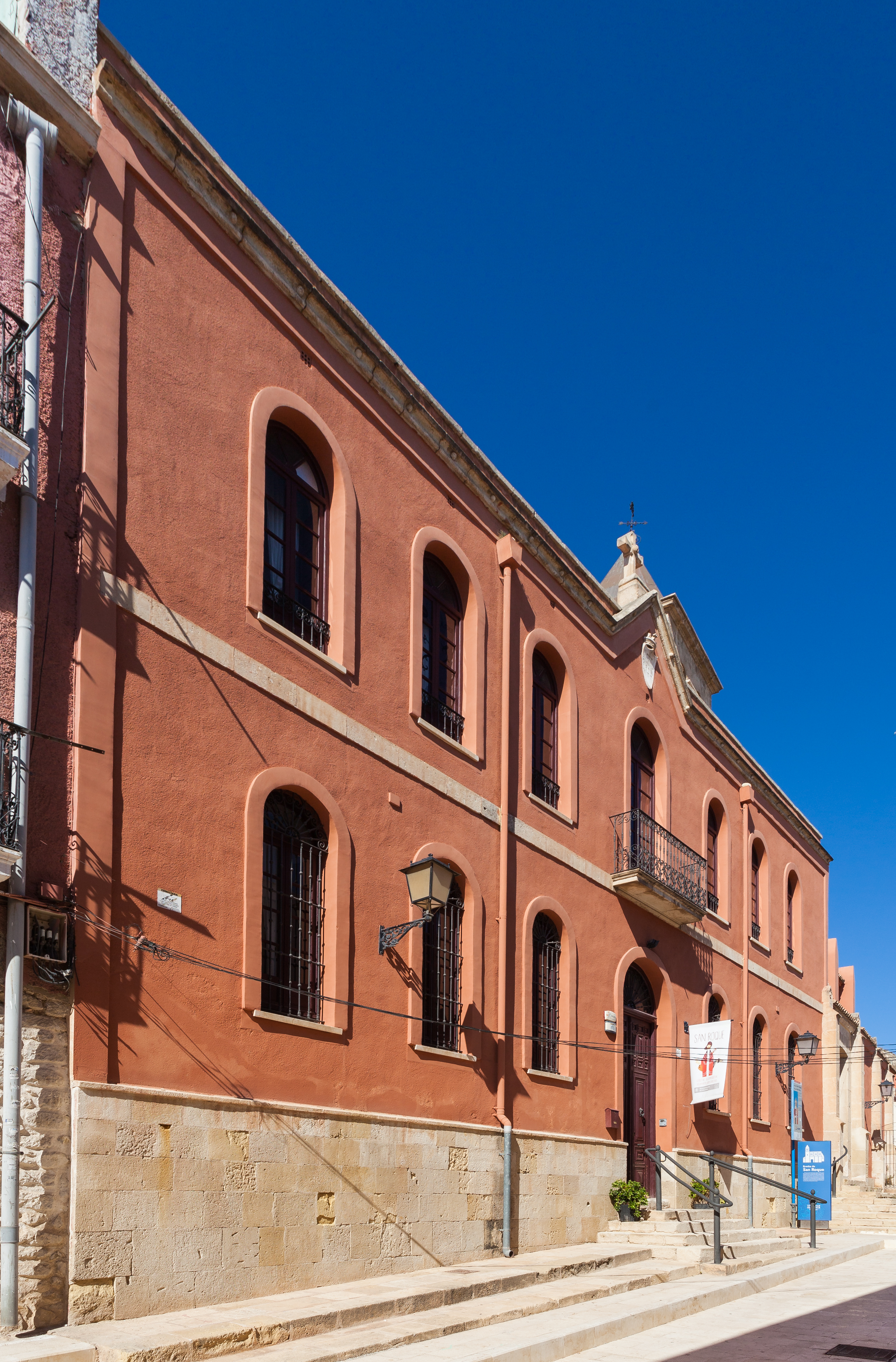
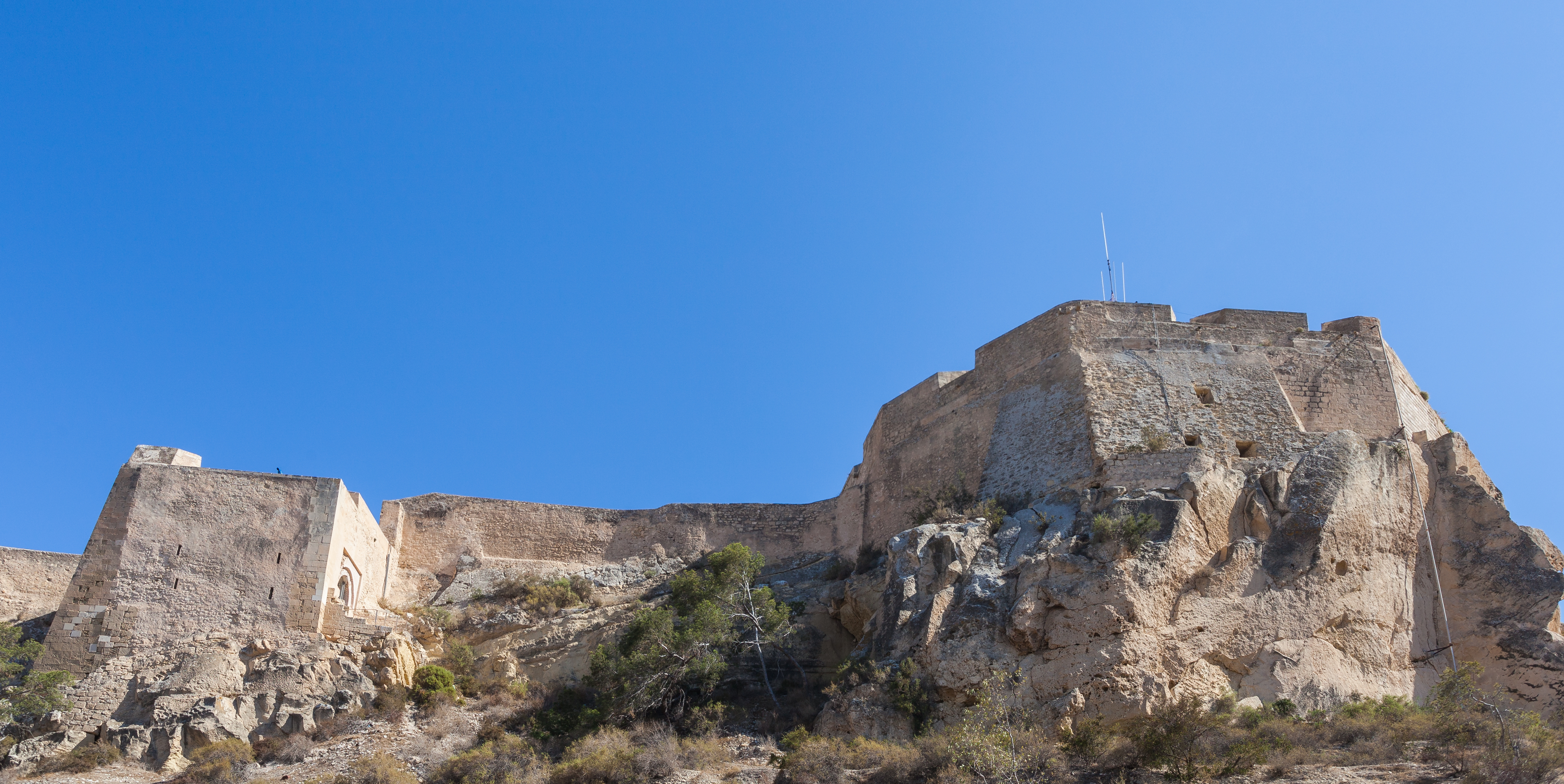
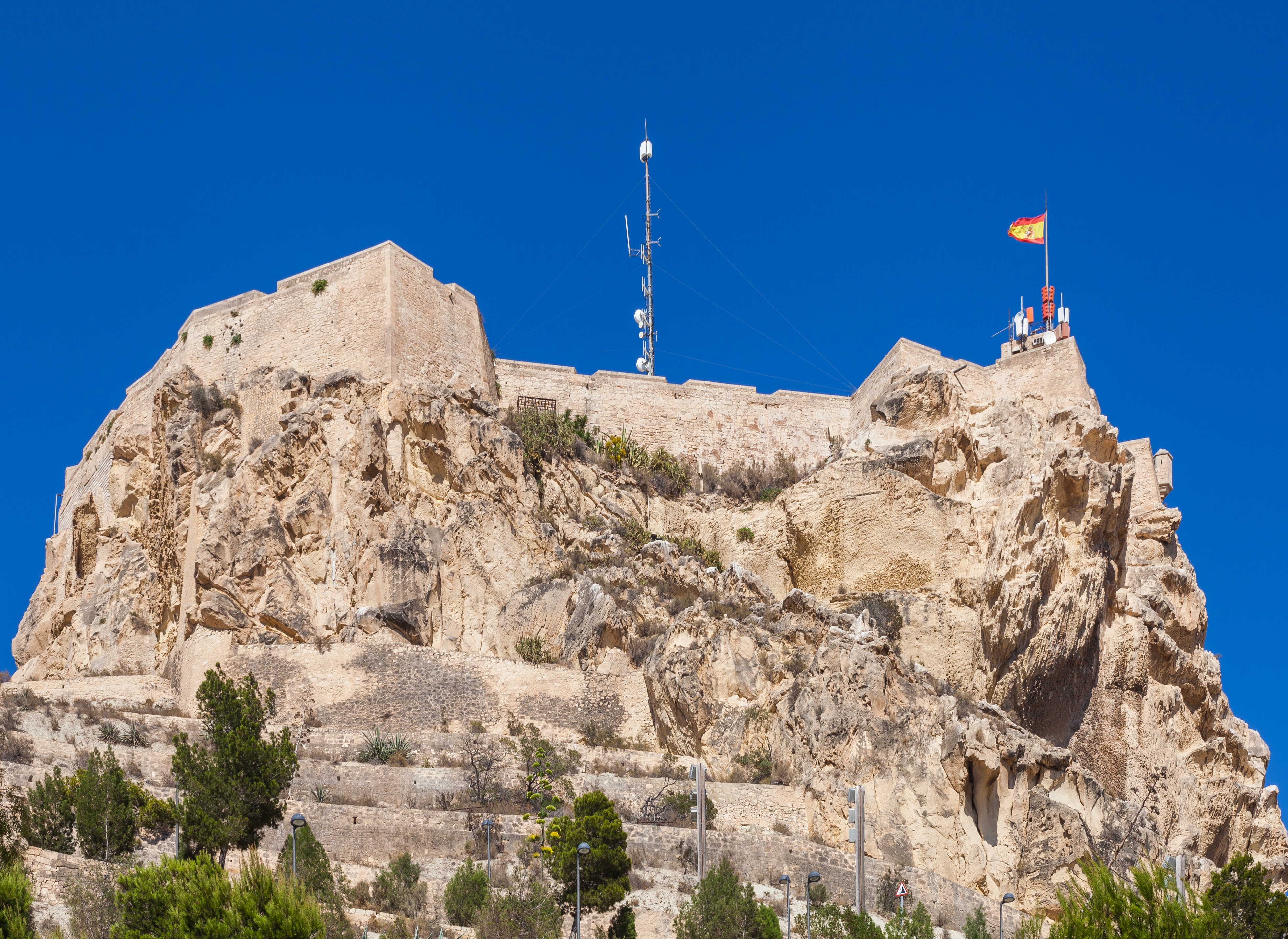
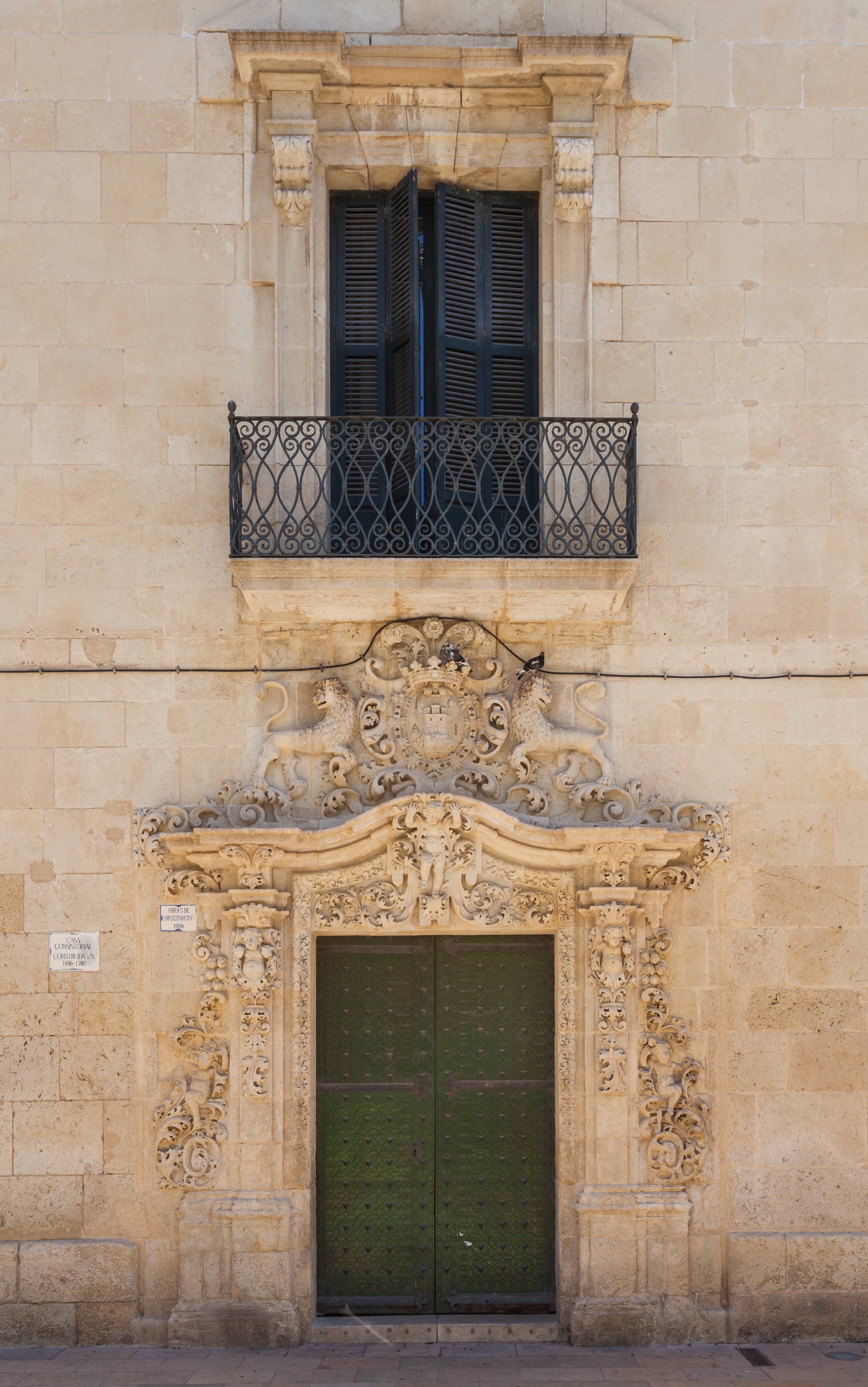